# Canton de Villard-de-Lans
Le canton de Villard-de-Lans est une ancienne division administrative française, située dans le département de l'Isère, en région Rhône-Alpes.

## Géographie
Ce canton était organisé autour de Villard-de-Lans dans l'arrondissement de Grenoble. Son altitude variait de 560 m (Engins), à 2 286 m (Corrençon-en-Vercors), pour une altitude moyenne de 1 021 m.

## Histoire
De 1833 à 1848, les cantons de Sassenage et de Villard-de-Lans avaient le même conseiller général. Le nombre de conseillers généraux était limité à 30 par département.

## Représentation

### Conseillers d'arrondissement (de 1833 à 1940)
| Période                                  | Période | Identité                   | Étiquette | Qualité |
| ---------------------------------------- | ------- | -------------------------- | --------- | --- |
| 1833                                     | 1839    | Henri Théodore Louis Blanc |           | Notaire à Méaudre                                                                                           |
| 1839                                     | 1848    | M. Bertrand                |           | Propriétaire à Villard-de-Lans                                                                              |
|                                          |         |                            |           | |
| 1919                                     | 1940    | Jean-Joseph Faure          | URD       | Président de la station d'élevage du canton de Villard-de-Lans                                              |
| 1940                                     |         |                            |           | Les conseils d'arrondissement ont été suspendus par la loi du 12 octobre 1940 et n'ont jamais été réactivés |
| Les données manquantes sont à compléter. |         |                            |           | |

### Conseillers généraux de 1833 à 2015
| Période | Période          | Identité                             | Étiquette               | Qualité                                                                              |
| ------- | ---------------- | ------------------------------------ | ----------------------- | ------------------------------------------------------------------------------------ |
| 1833    | 1836 (décès)     | Jean-Baptiste Gabriel Joseph Jullien |                         | Notaire, maire de Villard-de-Lans                                                    |
| 1836    | 1848             | Jean-Baptiste Algoud                 |                         | Fabricant de ciment Propriétaire à Seyssins                                          |
| 1848    | 1856             | M. Bertrand                          |                         | Rentier à Grenoble, conseiller d'arrondissement                                      |
| 1856    | 1864             | Charles Berriat-Saint-Prix           |                         | Conseiller à la Cour Impériale de Paris                                              |
| 1864    | 1875 (décès)     | Alfred Julien-Bertrand               |                         | Propriétaire, maire d'Autrans                                                        |
| 1875    | 1877             | Émile Baudrand (gendre du précédent) | Droite                  | Propriétaire à Grenoble                                                              |
| 1877    | 1878 (décès)     | Paul Breton                          | Républicain             | Fabricant de papier à Pont-de-Claix Député (1871-1878)                               |
| 1878    | 1883             | Séraphin Jourdan                     | Républicain             | Propriétaire Maire de Villard-de-Lans (1878-1884)                                    |
| 1883    | 1895             | Auguste Eymard                       | Républicain             | Avocat Ancien adjoint au Maire de Grenoble                                           |
| 1895    | 1897 (démission) | Jules Second                         | Rad.                    | Propriétaire à Grenoble, conseiller municipal de Méaudre                             |
| 1897    | 1911 (décès)     | Victor Amar (1847-1911)              | Républicain             | Négociant en bois                                                                    |
| 1912    | 1931             | Jules Masson                         | RG                      | Maire de Villard-de-Lans (1907-1929)                                                 |
| 1931    | 1937             | Pierre Chabert (1875-1938)           | Républicain indépendant | Administrateur de société Maire de Lans-en-Vercors                                   |
| 1937    | 1940             | Roger Lefrançois                     | Rad.                    | Médecin à Lans-en-Vercors Maire de Villard-de-Lans (1961-1970)                       |
|         |                  |                                      |                         |                                                                                      |
| 1945    | 1949             | André Terrel                         | MRP                     | Médecin généraliste à Villard-de-Lans                                                |
| 1949    | 1955             | René Mure-Ravaud (1901-1961)         | RPF puis MRP            | Maire de Villard-de-Lans (1935-1961)                                                 |
| 1955    | 1967             | André Terrel (1910-1970)             | DVD                     | Médecin généraliste à Villard-de-Lans                                                |
| 1967    | 1973             | Léonard Mestrallet (1903-1977)       | CD puis DVD             | Industriel à Villard-de-Lans                                                         |
| 1973    | 1979             | Albert Orcel (1920-2014)             | DVG puis PS             | Maire de Villard-de-Lans (1977-1983 et 1989-1995)                                    |
| 1979    | 2004             | Jean Faure                           | UDF - CDS               | Directeur d'organisme de tourisme Sénateur (1983-2011) Maire d'Autrans (1983-2008)   |
| 2004    | 2013 (démission) | Pierre Buisson                       | DVD                     | Artisan Maire de Méaudre                                                             |
| 2013    | 2015             | Chantal Carlioz                      | DVD                     | Maire de Villard-de-Lans (2008-2020) Élue en 2015 dans le canton de Fontaine-Vercors |

### Résultats électoraux
- Élections cantonales de 2004 : Pierre Buisson (Divers droite) est élu au 2e tour avec 54,49 % des suffrages exprimés, devant Albine Villeger (PS) (45,51 %). Le taux de participation est de 70,42 % (5 936 votants sur 8 429 inscrits)[11].
- Élections cantonales de 2011 : Pierre Buisson (Divers droite) est élu au 2e tour avec 61,43 % des suffrages exprimés, devant François Nougier (VEC) (38,57 %). Le taux de participation est de 50,23 % (4 756 votants sur 9 469 inscrits)[12].

## Composition
Le canton de Villard-de-Lans, d'une superficie de 255 km2, était composé de sept communes
.
| Nom                         | Code Insee | Codepostal | Superficie (km2) | Population (dernière pop. légale) | Densité (hab./km2) |
| --------------------------- | ---------- | ---------- | ---------------- | --------------------------------- | ------------------ |
| Autrans                     | 38021      |            | 44,02            | 1 628 (2012)                      | 37                 |
| Corrençon-en-Vercors        | 38129      | 38250      | 39,34            | 358 (2012)                        | 9,1                |
| Engins                      | 38153      | 38360      | 20,64            | 508 (2012)                        | 25                 |
| Lans-en-Vercors             | 38205      | 38250      | 38,67            | 2 574 (2012)                      | 67                 |
| Méaudre                     | 38225      |            | 33,87            | 1 368 (2012)                      | 40                 |
| Saint-Nizier-du-Moucherotte | 38433      | 38250      | 11,26            | 1 083 (2012)                      | 96                 |
| Villard-de-Lans             | 38548      | 38250      | 67,20            | 4 051 (2012)                      | 60                 |

## Démographie

### Évolution démographique
En 2010, le canton de Villard-de-Lans comptait 11 528 habitants, soit une augmentation de 15,8 % par rapport à la population de 1999 qui était de 9 951 habitants.
| 1962  | 1968  | 1975  | 1982  | 1990  | 1999  | 2006   | 2011   | 2012   |
| ----- | ----- | ----- | ----- | ----- | ----- | ------ | ------ | ------ |
| 5 506 | 5 957 | 6 656 | 7 390 | 8 234 | 9 951 | 11 043 | 11 510 | 11 570 |

### Âge de la population
La pyramide des âges, à savoir la répartition par sexe et âge de la population, du canton de Villard-de-Lans en 2009 ainsi que, comparativement, celle du département de l'Isère la même année sont représentées avec les graphiques ci-dessous.
La population du canton comporte 50,2 % d'hommes et 49,8 % de femmes. Elle présente en 2009 une structure par grands groupes d'âge légèrement plus jeune que celle de la France métropolitaine.
Il existe en effet 143 jeunes de moins de 20 ans pour cent personnes de plus de 60 ans, soit un indice de jeunesse de 1,43, alors que pour la France cet indice est de 1,06. L'indice de jeunesse du canton est également supérieur à celui du département (1,26) et à celui de la région (1,15).
| Hommes | Classe d’âge | Femmes |
| ------ | ------------ | ------ |
| 0,2    | 90 ans ou +  | 0,5    |
| 4,9    | 75 à 89 ans  | 6,5    |
| 13,2   | 60 à 74 ans  | 13,3   |
| 23,0   | 45 à 59 ans  | 22,5   |
| 21,7   | 30 à 44 ans  | 22,4   |
| 14,7   | 15 à 29 ans  | 13,5   |
| 22,3   | 0 à 14 ans   | 21,2   |

| Hommes | Classe d’âge | Femmes |
| ------ | ------------ | ------ |
| 0,3    | 90 ans ou +  | 0,9    |
| 5,5    | 75 à 89 ans  | 8,4    |
| 12,6   | 60 à 74 ans  | 13,2   |
| 19,6   | 45 à 59 ans  | 19,6   |
| 21,2   | 30 à 44 ans  | 20,6   |
| 20,3   | 15 à 29 ans  | 18,8   |
| 20,5   | 0 à 14 ans   | 18,7   |

## Redécoupage des cantons de l'Isère en 2015
D'après la nouvelle carte des cantons de l'Isère présentée par le préfet Richard Samuel et, votée par l'Assemblée départementale de l'Isère, le 23 novembre 2013, les 7 communes du canton de Villard-de-Lans seront rattachées au nouveau canton de Fontaine-Vercors.